# Bandera de Nebraska
La bandera de Nebraska está conformada por un fondo de tela azul fuerte y el respectivo sello del Estado de Nebraska. El diseño actual fue aprobado en 1925 y aunque previamente se habría presentado un diseño en 1921 de un arquitecto con sede en el Estado de Nueva York este fue rechazado por el gobierno estatal. La designación oficial del diseño como el abanderamiento del estado se produjo en 1963; donde Nebraska fue uno de los últimos estados en adoptar una bandera oficial. 
La Bandera de Nebraska fue evaluada en una encuesta realizada por la Asociación Vexilológica Norteamericana quedando en 71.º lugar entre las 72 banderas de EE. UU. y Canadá, por lo fue la 2.ª peor bandera en la encuesta. La única bandera que ocupó un lugar más bajo fue la Bandera de Georgia (2001) . Sin embargo, en 2003, Georgia cambió su bandera a su diseño actual. Como resultado de ello, la Bandera de Nebraska quedó en el rango más bajo de la encuesta de los pabellones que todavía están en uso.